# Zaolzie potrafi
Zaolzie potrafi – czeskie stowarzyszenie polonijne, którego głównym celem jest promocja kultury i tradycji polskiej mniejszości narodowej Zaolzia.

## Historia
Organizacja została założona w 2014 roku przez jej prezes – Izabelę Wałaską. Izabela Wałaska od roku 2012 prowadzi inicjatywy mające na celu popularyzowanie wiedzy na temat Zaolzia oraz ciekawych Polaków wywodzących się z tego rejonu Republiki Czeskiej. To małe stowarzyszenie zorganizowało do roku 2021 ok. 120 mniejszych lub większych projektów.

## Działalność
Do cyklicznych wydarzeń, które co roku od 2012 do 2018 miały miejsce na Zaolziu – w Czeskim Cieszynie – należą talk show „Zaolzie potrafi”. W talk show Izabela Wałaska zaprasza na scenę osobistości Zaolzia. Jej gośćmi byli m.in. lekarze, naukowcy, aktorzy, piosenkarze, biznesmeni, pracownicy organizacji charytatywnych, duchowni czy politycy. Najbardziej znaną osobistością był pochodzący z Zaolzia były premier Polski Jerzy Buzek. Została poświęcona mu edycja specjalna. Rozmowy z gośćmi na scenie uzupełniane są poprzez program towarzyszący, w którego skład wchodzą wystawy fotografii, obrazów, warsztaty malarskie dla dzieci, czy występy muzyczno-taneczne.
Organizacja ma też na koncie projekty edukacyjne, takie jak:
- szkolenie odbywane w Pradze w szkołach podstawowych, mające przybliżyć życie, tradycje, kulturę, mentalność polskiej mniejszości na Zaolziu, jak i również Polaków z Polski.
- obóz językowy dzieci Polaków, pochodzących z Zaolzia[5].

### Filmy
Organizacja ma też na koncie realizacje krótkich filmików opowiadających o osobistościach Zaolzia, czy też filmik promujący gwarę zaolziańską, przypominający również o przynależności do polskich korzeni. Jak na razie najbardziej obszernymi projektami organizacji są dwa filmy dokumentalne:
- Pocztówka z Zaolzia – 85-minutowy film, w którym pojawia się dwudziestka bardziej lub mniej znanych Zaolziaków, reprezentujących trzy pokolenia polskiej mniejszości pochodzącej ze Śląska Cieszyńskiego[6]
- Zaolzie – fenomen Z – 100-minutowy film, który zawiera wypowiedzi prawie 80 osób na tematy związane z życiem polskiej mniejszości na Zaolziu[7][8]